# Kelly Miller
Kelly Marie Miller (Rochester, 6 settembre 1978) è un'ex cestista statunitense, professionista nella WNBA.
È la sorella gemella di Coco Miller.

## Carriera
È stata selezionata dalle Charlotte Sting al primo giro del Draft WNBA 2001 (2ª scelta assoluta).
Con gli Stati Uniti ha disputato le Universiadi di Palma di Maiorca 1999.

## Palmarès
- Campionessa WNBA (2007)
- WNBA Most Improved Player (2004)
- Migliore tiratrice da tre punti WNBA (2002)